# Cayo Corker
Cayo Corker (también conocida en castellano como Cayo Hicaco o Cayo Caulker (en inglés: Caye Caulker) es una pequeña isla coralina ubicada en el mar Caribe que pertenece políticamente a Belice en Centroamérica.

## Ubicación
Se encuentra ubicada al sur del Cayo Ambergris y al norte de las islas Turneffe, en el noreste de Belice. Se encuentra dividida por un estrecho canal, posee numerosas playas. El norte de este cayo es un área protegida denominada: Caye Caulker Forest Reserve.

## Historia
Fue colonizado a partir de 1850, su historia reciente comenzó con la colonización de refugiados mexicanos de la Guerra de Castas, levantamiento que los nativos mayas iniciaron en 1847.
El cayo fue comprado formalmente por Luciano Reyes en torno a 1870, los terrenos fueron vendidos a seis o siete familias, la mayoría de sus descendientes sigue viviendo en la isla y su influencia es notoria.

## Economía
Con pocos habitantes, los productos alimenticios provienen principalmente de la pequeña agricultura local, el coco y la industria de la pesca juegan un papel importante en la economía del cayo.
Las grandes industrias relacionadas con la pesca de langosta aparecieron en 1920, también son importantes las actividades relacionadas con la construcción artesanal de pequeñas embarcaciones.
A pesar de que la pesca continúa siendo una industria importante, el turismo se ha convertido en la actividad de mayor relevancia y la que genera mayores ingresos.